# Mirosław Piesak
Mirosław Józef Piesak (ur. 16 marca 1958) – polski pływak, zawodnik klubu sportowego Triumf Start Bydgoszcz, multimedalista igrzysk paraolimpijskich.

## Życiorys
W 1982 po nieudanym skoku do wody został częściowo sparaliżowany, od tego czasu porusza się na wózku inwalidzkim. Zaczął trenować pływanie – czterokrotnie brał udział w letnich igrzyskach paraolimpijskich w Barcelonie, Atlancie, Sydney i Atenach, startując w kategorii niepełnosprawności S2.
W 1996 wywalczył złoty medal na 50 m w stylu dowolnym (z rekordem świata) oraz srebrny medal na 50 m w stylu grzbietowym. W 2000 zdobył brązowy medal na 50 m w stylu dowolnym, a w 2004 srebrny medal na 50 m w stylu grzbietowym
Od końca lat 80. zaangażowany również w działalność społeczną, został instruktorem w Fundacji Aktywnej Rehabilitacji. Bez powodzenia startował do Sejmu w 1997 z listy Unii Pracy oraz w 2007 z ramienia Prawa i Sprawiedliwości. W 2015 został powołany na przedstawiciela ruchu organizowanego przez Pawła Kukiza w województwie kujawsko-pomorskim, kandydował też z warszawskiej listy komitetu Kukiz’15 do Sejmu.
Odznaczony Krzyżem Kawalerskim Orderu Odrodzenia Polski (1996).